# Opisthograptis albescens
Opisthograptis albescens är en fjärilsart som beskrevs av Cockerell 1888. Opisthograptis albescens ingår i släktet Opisthograptis och familjen mätare. Inga underarter finns listade i Catalogue of Life.